# Richard Panesi
Richard (Albert) Panesi (York, 31 oktober 1915 - Oostende, 30 juli 2009) was de laatste scheepsbouwer van de familie Panesi.
De geschiedenis van de scheepsbouwersfamilie gaat terug tot 1824, toen een Italiaanse immigrant, Andreas Panesi, zich in Oostende vestigde en de familietraditie van de scheepsbouw trouw verder zette. De Italiaan leerde al heel snel het plaatselijke dialect door te huwen met de Oostendse visverkoopster Johanna Boudengen. 
De eerste werf bevond zich ter hoogte van waar nu het station is en hun zoon Jozef startte een tweede werf op in Sas-Slijkens.
Andreas' kleinzoon Henri trok verder richting het noorden, naar Blankenberge, om er een derde werf te beginnen.
Jaren later kwam Henri met zijn hele gezin om tijdens een proefvaart toen ze verrast werden door een plots opstekende zware storm.